# Art Tatum
Arthur "Art" Tatum Jr. (født 13. oktober 1909, død 5. november 1956) var en amerikansk jazzpianist, født i Toledo, Ohio.
Mange anser Art Tatum for at være den største jazzpianist nogensinde. Hans teknik og virtuositet virkede blændende for selv de mest skeptiske jazzentusiaster og den harmonik der optrådte i hans stemmeføring, var adskillige år forud for hans tid. Mange anser ham for at være det 20. århundredes svar på en Mozart eller Bach. Et ægte geni. 
Selv den legendariske klassiske pianist Vladimir Horowitz, anså Tatum for at være en mere habil virtuos end han selv var, og som Fats Waller engang sagde da Tatum kom ind til en af hans koncerter: "I can play the piano a little......But god is in the house now".
Tatum optrådte i forskellige besætninger, men spillede også gerne solo, bl.a. i den berømte 52. street i New York, hvor bebop-musikken kom til verden. Det var sangerinden Adelaide Hall, der bragte Tatum til New York som sin akkompagnatør.
Rygtet siger at alle de andre store musikere altid kom for at høre Tatum spille og at hele beværtningen blev fuldstændig stille når Tatum gik i gang. Det var ikke engang accepteret, lavmælt at bestille en øl, når musikken spillede. 
Tatum var helt blind på det ene øje, og havde kun 5-10 % styrke på det andet. 
Hans stil var præget af hurtigt, men veltempereret stride-piano i venstrehånden, og smukt fortolkede melodilinier blandet med voldsomt hurtige, men altid kreative og fejlfri, løb i højrehånden.
Tatum var en kæmpe inspirationskilde for bl.a. pianisten Oscar Peterson, som mange regner for at være Tatums efterfølger, hvad angår spillestil. 
Da Petersons far første gang spillede en Tatum-plade (Tiger Rag) for den unge Oscar, troede Oscar først at det var 2 mennesker der spillede, for der måtte mindst skulle 4 hænder til at spille på den måde. Oscar opgav efterfølgende klaverspillet i over en måned, da han anså det for at være umuligt nogensinde at nå Tatums niveau.
Tatum døde allerede i 1956, som følge af nyresvigt (Uremia)